# Planinka Jurišić-Atić
Planinka Jurišić-Atić, (Tuzla, 1955.), glasovirska pedagoginja
U Tuzli je bila učenica Safije Čelebić. Jedan je od najuspješnijih pedagoga u povijesti Srednje muzičke škole u Tuzli, u kojoj je djelovala do 1995. Studij glasovira je završila na Muzičkoj akademiji u Sarajevu 1979. god. u klasi prof. Matusje Blum, a kao stipendistica francuske vlade se usavršavala u Parizu (École Normale de Musique) u klasi prof. Ramzi Yasse, studenta Sergeja Dorenskog na Moskovskom konzervatoriju. 
Svirala s orkestrom RTV Sarajevo i snimala za radio, a dobitnica je i studentskih nagrada Sveučilišta u Sarajevu. Još kao mlad pedagog, postigla je izuzetne uspjehe u radu s učenicima koji su osvajali najviše nagrade na republičkim, saveznim i međunarodnim natjecanjima; snimali za radio i TV-postaje bivše Jugoslavije; nastupali na brojnim koncertima... Sa svojim učenicima je pozvana na Osnivački kongres glasovirskih pedagoga Jugoslavije (Epta) u Rovinju 1988. god. Iz njene klase su izašli: Vladimir Valjarević, Edin Mustačević, Belma Bešlić, Jasna Fetahagić itd. 
Od 1995. živi i radi u Mariboru, gdje je na Muzičkoj gimnaziji jedan od najcjenjenijih klavirskih pedagoga. Njene mariborske učenice su bile talentirane mlade pijanistkinje Fada Azzeh i Živana Žerjal.
Od Udruge muzičkih pedagoga BiH je dobila priznanje za najuspješnijeg pedagoga na Republičkom natjecanju u Tuzli 1987. godine.
Od ministarstva za školstvo u Vladi Republike Slovenije je dobila najveći naslov na području srednješkolskog obrazovanja.

## Vanjske poveznice
- Ramzi Yassa  Arhivirana inačica izvorne stranice od 18. ožujka 2005. (Wayback Machine)
- Vladimir Valjarević  Arhivirana inačica izvorne stranice od 11. kolovoza 2006. (Wayback Machine)